# Cases aparellades de la Colònia Santa Maria
Les Cases aparellades de la Colònia Santa Maria és una obra del municipi de Súria (Bages) protegida com a bé cultural d'interès local.

## Descripció
Es tracta d'un grup de cases disposades entorn d'un carrer. Són 12 blocs que alberguen cadascun dues famílies, i tots ells de les mateixes característiques: són fets de totxo, coberts a dues aigües amb teula, i duen una data a la part superior amb ceràmica vidriada: 1918. La seva característica principal és la partició del bloc per la meitat verticalment, i no per pisos. De planta rectangular, tenen un cos annex a cada lateral, també d'estructura rectangular. Cada bloc és voltat d'un petit jardí que delimita molt bé les cases, que són a peu pla, i tenen dues portes d'accés: una a la façana i l'altra al lateral, que dona a la cuina.
Es forma també un grup de xalets.
Hi ha un grup de cinc edificis o torres voltades i separades alhora per un ampli jardí. Són cases destinades als executius.
Els cinc blocs obeeixen a la mateixa planta malgrat algunes petites excepcions. La característica principal és que cada bloc està partit verticalment per la meitat i alberga a dues famílies.
S'bserva a les façanes laterals i frontals la diferenciació de les tres plantes marcada per una sanefa que delimita exteriorment els pisos. La sanefa del primer pis recorre tota la casa mentre que la del segon tan sols recorre els laterals llargs. Als peus dels murs hi ha una espècie d'encoixinat de mig metre d'alçada. El tercer pis és més baix que els altres dos.
Tot l'edifici està treballat amb totxo vista i els elements decoratius també. La coberta a dues aigües és de teula, algunes vidriades de color verd. També hi ha rajoles blanques i verdes a una part de la façana, combinades rítmicament.

## Història
Fins a l'any 1982 eren propietat de l'empresa, aquest any foren posades a la venda i comprades pels seus habitants.